# Желиски
Желиски (хорв. Želiski) — населений пункт у Хорватії, в Істрійській жупанії у складі громади Барбан.

## Населення
Населення за даними перепису 2011 року становило 171 осіб.
Динаміка чисельності населення поселення:

## Клімат
Середня річна температура становить 12,95 °C, середня максимальна – 27,06 °C, а середня мінімальна – -1,46 °C. Середня річна кількість опадів – 962 мм.
| Клімат поселення                              | Клімат поселення | Клімат поселення | Клімат поселення | Клімат поселення | Клімат поселення | Клімат поселення | Клімат поселення | Клімат поселення | Клімат поселення | Клімат поселення | Клімат поселення | Клімат поселення | Клімат поселення |
| Показник                                      | Січ.             | Лют.             | Бер.             | Квіт.            | Трав.            | Черв.            | Лип.             | Серп.            | Вер.             | Жовт.            | Лист.            | Груд.            |                  |
| Середній максимум, °C                         | 9,79             | 10,52            | 13,22            | 16,87            | 21,98            | 26,28            | 27,06            | 26,68            | 21,81            | 17,24            | 12,23            | 9,40             |                  |
| Середня температура, °C                       | 4,16             | 4,90             | 7,61             | 11,26            | 16,37            | 20,66            | 23,06            | 22,70            | 17,82            | 13,24            | 8,24             | 5,40             |                  |
| Середній мінімум, °C                          | −1,46            | −0,72            | 1,99             | 5,62             | 10,75            | 15,04            | 19,08            | 18,71            | 13,84            | 9,26             | 4,25             | 1,41             |                  |
| Норма опадів, мм                              | 74               | 61               | 69               | 77               | 66               | 77               | 55               | 80               | 87               | 109              | 118              | 89               |                  |
| Середньомісячна швидкість вітру, м/с          | 2.67             | 2.91             | 3.00             | 2.90             | 2.60             | 2.49             | 2.46             | 2.45             | 2.56             | 2.78             | 2.98             | 2.90             |                  |
| Середньомісячна сонячна радіація, кДж/м²·день | 4543             | 7428             | 10761            | 15203            | 19453            | 21094            | 21943            | 19112            | 14163            | 9150             | 4976             | 3877             |                  |
| --------------------------------------------- | ---------------- | ---------------- | ---------------- | ---------------- | ---------------- | ---------------- | ---------------- | ---------------- | ---------------- | ---------------- | ---------------- | ---------------- | ---------------- |
| Джерело:                                      |                  |                  |                  |                  |                  |                  |                  |                  |                  |                  |                  |                  |                  |